# تأثير البيت الزجاجي

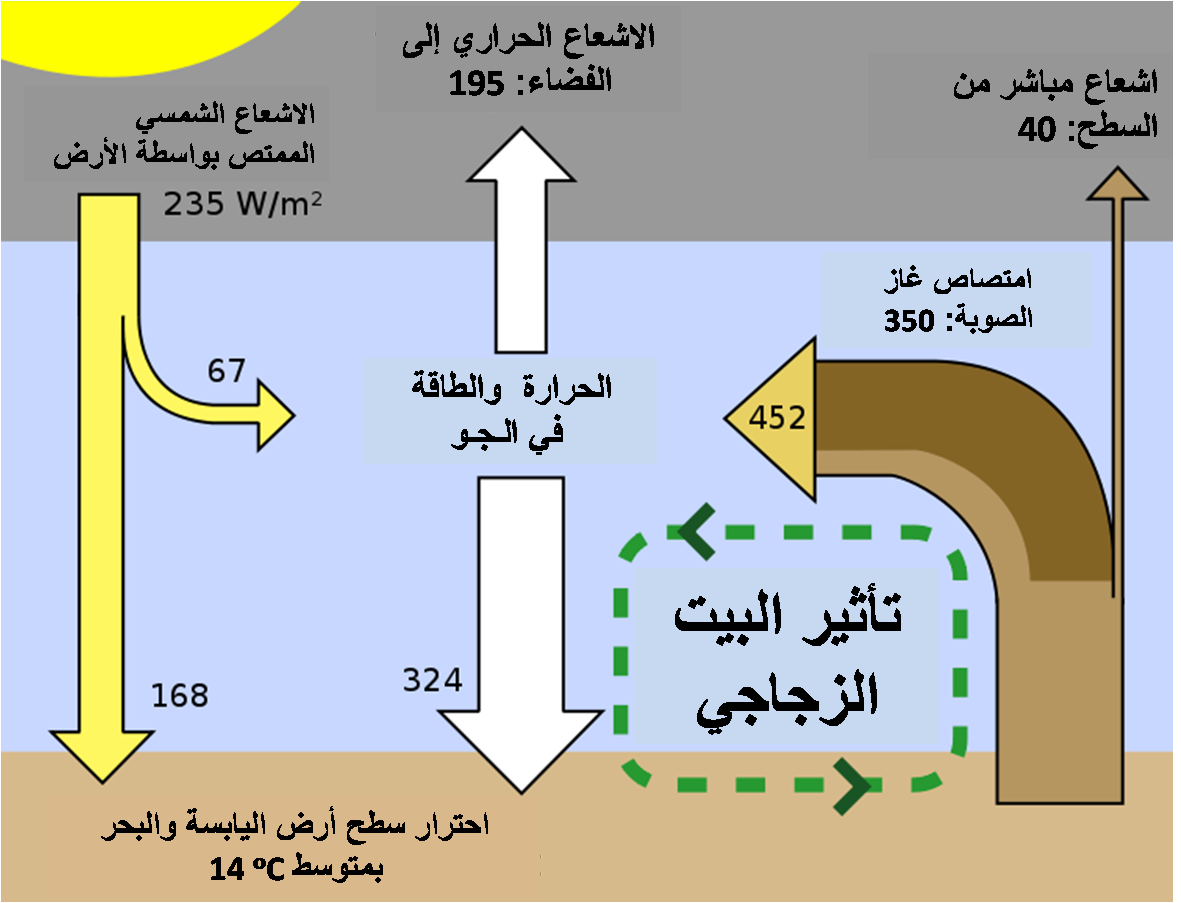
مخطط يبين تأثير الاحتباس الحراري

تأثير الدفيئة أو تأثير الصوبة أو تأثير البيت الزجاجي أو الاحتباس الحراري ينتج عن ارتفاع درجة الحرارة في البيئة ونتيجتها تغيير في تدفق الطاقة الحرارية من البيئة وإليها. وعادة ما يطلق هذا الاسم على مظاهرة ارتفاع درجات حرارة الأرض عن معدلها الطبيعي. وقد ازداد المعدل العالمي لدرجة حرارة الهواء عند سطح الأرض ب 0.74 ± 0.18°س خلال المئة عام الماضيه. وحسب اللجنة الدولية للتغيرات المناخية فإن أغلب الزيادة الملحوظة في معدل درجة الحرارة العالمية منذ منتصف القرن العشرين تبدو بشكل كبير نتيجة لزيادة غازات الاحتباس الحراري (غازات البيت الزجاجي) التي تبعثها النشاطات التي يقوم بها البشر.
يعد الإشعاع الشمسي المصدر الرئيسي للطاقة على سطح الأرض، إذ ينطلق من الشمس باتجاه الأرض فينفذ من خلال غازات الغلاف الجوي على شكل أشعة مرئية قصيرة الموجات وأشعة حرارية طويلة الموجات(تحت الحمراء) وبعض الأشعة فوق البنفسجية التي لا يمكن امتصاصها بواسطة الأوزون فيمتص سطح الأرض الأشعة الواصلة إليه فيسخن عندها ويبث حرارته نحو الغلاف الجوي على شكل أشعة حرارية طويلة الموجات (تحت الحمراء) فيمتصها هواء الغلاف الجوي القريب من سطح الأرض فيحتبس الحرارة ولا يسمح لها بالنفاذ أو الإفلات إلى أعلى ويعيد بثها نحو الأرض مما يؤدي إلى زيادة درجة حرارة سطح الأرض.

## الغازات الدفيئة
تعرف الغازات الدفيئة بأنها غازات توجد في الغلاف الجوي وتتميز بقدرتها على امتصاص الأشعة تحت الحمراء. ومن أهم الغازات الدفيئة غاز ثاني أكسيد الكربون وغاز N2O وغاز الميثان وغاز CFCs، وغاز سادس فلوريد الكبريت SF6 الذي يستخدم في العزل الكهربائي في تقنية الكهرباء، حيت تساعد هذه الغازات على حدوث ظاهرة الاحتباس الحراري. و هذا من أكبر الأخطار التي تهدد البشرية.

## مقدمة
يتفق العلماء المؤيدون لهذه الظاهرة على ضرورة العمل للحد من ارتفاع درجات الحرارة قبل فوات الأوان وذلك من خلال معالجة الأسباب المؤدية للارتفاع في درجات الحرارة واتخاذ الإجراءات الرسمية في شأنها على مستوى العالم بأكمله، لأن مزيدًا من الغازات المسببة للاحتباس الحراري على مستوى العالم يؤدي إلى ارتفاع درجة الحرارة.
تعتبر الولايات المتحدة الأمريكية أكبر منتج لانبعاثات ثاني أكسيد الكربون الناتجة عن الإنسان.
ولنبين أهمية المناخ وتأرجحه أنه قد أصبح ظاهرة بيئية محيرة. فلما انخفضت درجة الحرارة نصف درجة مئوية عن معدلها لمدة قرنين منذ عام 1570 م مرت أوروبا بعصر جليدي جعل الفلاحين ينزحون من أراضيهم ويعانون من المجاعة لقلة المحاصيل. وطالت فوق الأرض فترات الصقيع. والعكس لو زادت درجة الحرارة زيادة طفيفة عن متوسطها تجعل الدفء يطول وفترات الصقيع والبرد تقل مما يجعل النباتات تنمو والمحاصيل تتضاعف والحشرات المعمرة تسعي وتنتشر. وهذه المعادلة المناخية نجدها تعتمد علي ارتفاع أو انخفاض متوسط الحرارة فوق كوكبنا.
ولاحظ العلماء أن ارتفاع درجة الحرارة الصغرى ليلا سببها كثافة الغيوم بالسماء لأنها تحتفظ تحتها بالحرارة المنبعثة من سطح الأرض ولا تسربها للأجواء العليا أو الفضاء. وهذا ما يطلق عليه ظاهرة الاحتباس الحراري أو ما يقال بالدفيئة للأرض أو ظاهرة البيوت الزجاجية. مما يجعل حرارة النهار أبرد. لأن هذه السحب تعكس ضوء الشمس بكميات كبيرة ولا تجعله ينفذ منها للأرض كأنها حجب للشمس أو ستر لحرارتها. وفي الأيام المطيرة نجد أن التربة تزداد رطوبة. ورغم كثرة الغيوم وكثافتها بالسماء إلا أن درجة الحرارة لا ترتفع لأن طاقة أشعة الشمس تستنفد في عملية التبخير والتجفيف للتربة.
ودرجة حرارة الأرض تعتمد علي طبيعتها وخصائص سطحها سواء لوجود الجليد في القطبين أو فوق قمم الجبال أو الرطوبة بالتربة والمياه بالمحيطات التي لولاها لارتفعت حرارة الأرض. لأن المياه تمتص معظم حرارة الشمس الواقعة علي الأرض. وإلا أصبحت اليابسة فوقها جحيما لا يطاق مما يهلك الحرث والنسل. كما أن الرياح والعواصف في مساراتها تؤثر علي المناخ الإقليمي أو العالمي من خلال المطبات والمنخفضات الجوية. لهذا نجد أن المناخ العالمي يعتمد علي منظومة معقدة من الآليات والعوامل والمتغيرات في الجو المحيط أو فوق سطح الأرض.
فالأرض كما يقول علماء المناخ بدون الجو المحيط بها سينخفض درجة حرارتها إلي –15 درجة مئوية بدلا من كونها حاليا متوسط حرارتها +15 درجة مئوية. لأن الجو المحيط بها يلعب دورا رئيسيا في تنظيم معدلات الحرارة فوقها. لأن جزءا من هذه الحرارة الوافدة من الشمس يرتد للفضاء ومعظمها يحتفظ به في الأجواء السفلي من الغلاف المحيط. لأن هذه الطبقة الدنيا من الجو تحتوي علي بخار ماء وغازات ثاني أكسيد الكربون والميثان وغيرها وكلها تمتص الأشعة تحت الحمراء. فتسخن هذه الطبقة السفلي من الجو المحيط لتشع حرارتها مرة ثانية فوق سطح الأرض. وهذه الظاهرة يطلق عليها الاحتباس الحراري أو ظاهرة الدفيئة أو الصوبة الزجاجية الحرارية. ومع ارتفاع الحرارة فوق سطح الأرض أو بالجو المحيط بها تجعل مياه البحار والمحيطات والتربة تتبخر. ولو كان الجو جافا أو دافئا فيمكنه استيعاب كميات بخار ماء أكثر مما يزيد رطوبة الجو. وكلما زادت نسبة بخار الماء بالجو المحيط زادت ظاهرة الاحتباس الحراري. لأن بخار الماء يحتفظ بالحرارة. ثم يشعها للأرض.
ولقد وجد أن الإشعاعات الكونية والغيوم تؤثر علي تغيرات المناخ بالعالم ولاسيما وأن فريقا من علماء المناخ الألمان بمعهد ماكس بلانك بهايدلبرج في دراستهم للمناخ التي نشرت مؤخرا بمجلة (جيوفيزيكال ريسيرتش ليترز) التي يصدرها الاتحاد الجيوفيزيائي الأمريكي. وقد جاء بها أنهم عثروا على أدلة علي العلاقة ما بين هذه الأشعة والتغيرات المناخية فوق الأرض. فلقد اكتشفوا كتلا من الشحنات الجزيئية في الطبقات السفلى من الغلاف الجوي تولدت عن الإشعاع الفضائي. وهذه الكتل تؤدي إلي ظهور الأشكال النووية المكثفة التي تتحول إلى غيوم كثيفة تقوم بدور أساسي في العمليات المناخية حيث يقوم بعضها بتسخين العالم والبعض الآخر يساهم في إضفاء البرودة عليه. ورغم هذا لم يتم التعرف إلى الآن وبشكل كامل على عمل هذه الغيوم. إلا أن كميات الإشعاعات الكونية القادمة نحو الأرض تخضع بشكل كبير لتأثير الشمس. والبعض يقول أن النجوم لها تأثير غير مباشر على المناخ العام فوق الأرض. ويرى بعض العلماء أن جزءا هاما من الزيادة التي شهدتها درجات حرارة الأرض في القرن العشرين، ربما يكون مرده إلى تغيرات حدثت في أنشطة الشمس، وليس فقط فيما يسمى بالاحتباس الحراري الناجم عن الإفراط في استخدام المحروقات.
وقد قام الفريق الألماني بتركيب عدسة أيونية ضخمة في إحدى الطائرات. فوجدوا القياسات التي أجروها قد رصدت لأول مرة في الطبقات العليا من الغلاف الجوي أيونات موجبة ضخمة بأعداد كثيفة. ومن خلال مراقبتهم وجدوا أدلة قوية بأن الغيوم تلعب دورا هاما في التغير المناخي حسب تأثيرها على الغلاف الأيوني وتشكيل ونمو هذه الجزيئات الفضائية في الطبقات العليا من الغلاف الجوي. مما يؤيد النظرة القائلة بأن الأشعة الكونية يمكن أن تساهم في التغيرات المناخية وتؤثر على قدرة الغيوم على حجب الضوء.
وفي مركز (تيندال للأبحاث حول التغيرات المناخية) التابع لجامعة إيست أنجليا في بريطانيا اكتشف مؤخرا أهمية الغيوم في المنظومة المناخية وأن للغيوم تأثيرا قويا في اختراق الأشعة للغلاف الجوي للأرض. لأن الغيوم تمنع بعض إشعاعات الموجات القصيرة الوافدة نحو الأرض، كما تمتص إشعاعات أرضية من نوع الموجات الطويلة الصادرة عن الأرض مما يسفر عن حجب هذه الأشعة القصيرة وامتصاص الأشعة الطويلة برودة وزيادة حرارة الغلاف الجوي على التوالي. فقد يكون تأثير السحب كبيرا لكن لم يظهر حتي الآن دليل يؤيد صحة ذلك. لأن السحب المنخفضة تميل إلى البرودة، بينما السحب العليا تميل وتتجه نحو الحرارة. لهذا السحب العليا تقوم بحجب نور الشمس بشكل أقل مما تفعله السحب المنخفضة كما هو معروف.
لكن الغيوم تعتبر ظواهر قادرة على امتصاص الأشعة تحت الحمراء. لأن الغيوم العالية تكون طبقاتها الفوقية أكثر برودة من نظيرتها في الغيوم المنخفضة وبالتالي فإنها تعكس قدرا أقل من الأشعة تحت الحمراء للفضاء الخارجي. لكن ما يزيد الأمر تعقيدا هو إمكانية تغير خصائص السحب مع تغير المناخ، كما أن الدخان الذي يتسبب فيه البشر يمكن أن يخلط الأمور في ما يتعلق بتأثير ظاهرة الاحتباس الحراري على الغيوم.
ويتفق كثير من علماء الجيوفيزياء على أن حرارة سطح الأرض يبدو أنها بدأت في الارتفاع بينما تظل مستويات حرارة الطبقات السفلى من الغلاف الجوي على ما هي عليه. لكن هذا البحث الذي نشر حول تأثير الإشعاعات الكونية يفترض أن هذه الإشعاعات يمكنها أن تتسبب في تغييرات في الغطاء الخارجي للسحب. وهذا الغطاء قد يمكن تقديم شرحا للغز الحرارة. وأن الاختلاف في درجات الحرارة بالمناخ العالمي ليس بسبب التغيرات التي سببها الإنسان على المناخ.لأن الشواهد علي هذا ما زالت ضعيفة. فهذا التأثير يفترض أن يظهر في ارتفاع كامل في الحرارة من الأسفل نحو الغلاف الجوي.ورغم أن العلماء رؤوا أن التغييرات الطارئة على غطاء السحب يمكن أن تفسر هذا الاختلاف، فإنه لم يستطع أحد أن يقدم دليلا عن أسباب الاختلافات الموجودة في مستويات الحرارة بالمناخ العالمي. لكن الدراسة الأخيرة رجحت أن تكون الإشعاعات الكونية، وهي عبارة عن شحنات غاية في الصغر وتغزو مختلف الكواكب بقياسات مختلفة حسب قوة الرياح الشمسية وربما تكون هذه هي الحلقة المفقودة في تأثير الأشعة الكونية علي المناخ فوق كوكبنا.
وفي جبال الهملايا وجد 20 بحيرة جليدية في نيبال و 24 بحيرة جليدية في بوتان قد غمرت بالمياه الذائبة فوق قمة جبال الهيملايا الجليدية مما يهدد المزروعات والممتلكات بالغرق والفيضانات لهذه البحيرات لمدة عشر سنوات قادمة. وبرجح العلماء أن سبب هذا امتلاء هذه البحيرات بمياه الجليد الذائب. وحسب برنامج البيئة العالمي وجد أن نيبال قد زاد معدل حرارتها 1 درجة مئوية وأن الغطاء الجليدي فوق بوتان يتراجع 30 –40 مترا في السنة. وهذه الفيضانات لمياه الجليد جعلت سلطات بوتان ونيبال تقيم السدود لدرأ أخطار هذه الفيضانات.
- مع بداية الثورة الصناعية ،في حوالي العام 1750، بدأ يرتفع تركيز ثاني أكسيد الكربون الجوي، نجم عن هذا الارتفاع وبشكل كبير عن إحراق الوقود الأحفوري الذي يطلق ثاني أكسيد الكربون كمادة ناتجة فرعية، قد تتوقع استفادة النبات من تنامي ثاني أكسيد الكربون في الجو، إلا أنه في واقع الأمر يمكن لارتفاع منسوب ثاني أكسيد الكربون في الجو إلحاق الضرر بالكائنات الحية ذات البناء الضوئي أكثر من مساعدتها.
- يحتجز ثاني أكسيد الكربون وغازات أخرى في الجو بعض حرارة كوكب الأرض، وهذا يجعل الأرض أكثر سخونة، وقد يؤدي هذا الاحتباس الحراري إلى خفض الهطول على الأرض، فتتصحر مناطق وقد لا تعود ملائمة لمعظم النباتات.
- كذلك يتفاعل ثاني أكسيد الكربون في الجو مع الماء فتنتج هطول حمضية من حمض الكربونيك، يمكن أن تؤدي إلى هلاك النباتات.

## انقسام العلماء حول الظاهرة
- يوجد فريق يرى أن غازات الدفيئة هي السبب وراء ظاهرة الاحتباس الحراري، وأن ما يكمن وراء زيادة نسب الغازات الدفيئة هو الزيادة في نسب التلوث الجوي الناشئة عن ملوثات طبيعية (كالبراكين وحرائق الغابات والملوثات العضوية) وملوثات صناعية ناتجة عن نشاطات الإنسان من استخدام للطاقة (بترول وفحم وغاز طبيعي) وعن الغازات السامة المنبعثة من المصانع وقطع الأخشاب وإزالة الغابات، وهذا يؤدي إلى زيادة انبعاث غازات الدفيئة.

وبما أننا غير قادرون على التدخل في الملوثات الطبيعية، فعلينا أن نحد من الملوثات التي نتسبب فيها.
- يوجد فريق يعارض هذه الظاهرة، فيرون أن هناك العديد من الأسباب التي تدعو إلى عدم التأكد من تسبب زيادة ظاهرة الاحتباس الحراري في ارتفاع درجة الحرارة على سطح الأرض، حيث يرون أن هناك دورات لارتفاع وانخفاض درجة حرارة سطح الأرض، وأن مناخ الأرض يشهد طبيعيا فترات ساخنة وفترات أخرى باردة مستشهدين بذلك بالفترة الجليدية أو الباردة نوعا ما والتي كانت بين القرن 17 و 18 في أوروبا. كما يؤكدون هذا الرأي ببداية وجود ارتفاع في درجة حرارة الأرض، والتي بدأت من عام 1900 واستمرت حتى منتصف الأربعينيات، ثم بدأت في الانخفاض في الفترة بين منتصف الأربعينيات ومنتصف السبعينيات، حتى إنهم تنبؤوا بقرب حدوث عصر جليدي آخر، ثم بدأت درجة حرارة الأرض في الارتفاع مرة أخرى، وبدأ مع الثمانينيات فكرة تسبب زيادة ظاهرة الاحتباس الحراري في ارتفاع درجة حرارة الأرض.

ويؤكد رأيهم قصور برامج الحاسوب الآلى/ الكمبيوتر التي تستخدم للتنبؤ باحتمالات التغيرات المناخية المستقبلية في مضاهاة نظام المناخ للكرة الأرضية، لأنهم يرون أن هذا النظام (المناخي) معقد وما يؤثر به مؤثرات شديدة التعقيد، تفوق قدرات أسرع وأذكى أجهزة الحواسيب وقدرات العلماء ما زالت ضئيلة مما يصعب (أو يستحيل) معه التنبؤ الصحيح بالتغيرات المناخية طويلة الأمد. ويريح هذا التفسير كثيرا من الشركات الملوثة مما يجعلها دائما ترجع إلى مثل هذه الأعمال العلمية لتتهرب من مسؤوليتها أو من ذنبها في ارتفاع درجات الحرارة.
- ما بين المؤيدين والمعارضين ظهر رأي ثالث هو أن السبب الرئيسي في زيادة درجة حرارة الأرض هو الرياح الشمسية؛ حيث تؤدي تلك الرياح الشمسية بمساعدة المجال المغناطيسي للشمس إلى الحد من كمية الأشعة الكونية التي تخترق الغلاف الجوي للأرض، والتي تحتوي على جزيئات عالية الطاقة تقوم بالاصطدام بجزيئات الهواء؛ لتنتج جزيئات جديدة تعد النواة لأنواع معينة من السحب التي تساعد على تبريد سطح الأرض، وبالتالي فإن وجود هذا النشاط الشمسي يعني نقص كمية الأشعة الكونية، أي نقص السحب التي تساعد على تبريد سطح الأرض وبالتالي ارتفاع درجة حرارة سطح الأرض.

ويرى هذا الفريق أن هذا الرأي أكثر منطقية وأبسط تبريرًا لارتفاع درجة حرارة الأرض، وأنه عند انخفاض هذا النشاط الشمسي المؤقت ستعود درجة حرارة الأرض إلى طبيعتها، بالتالي يرون ضرورة توفير المبالغ الطائلة التي تُنفق على البحث عن وسائل لتخفيض نسب انبعاث ثاني أكسيد الكربون؛ حيث إنهم مهما قاموا بتخفيض نسبه فلن يغير هذا من الأمر شيئًا مادام النشاط الشمسي مستمرًا ؛ حيث أن الإنسان مهما زاد نشاطه على سطح هذا الكوكب فلن يكون ذا تأثير على النظام الكوني الضخم الذي يتضمن النظام المناخي للأرض؛ لذلك من الأفضل استخدام تلك الأموال في تنقية هواء المدن المزدحمة من الغازات السامة، أو تنقية مياه الشرب لشعوب العالم الثالث.

## أسباب التغيرات المناخية
اولا طبيعية:
أ- التغيرات التي تحدث لمدار الأرض حول الشمس و ما ينتج عنها من تغير في كمية الإشعاع الشمسي الذي يصل إلى الأرض. و هذا عامل مهم جداً في التغيرات المناخية و يحدث عبر التاريخ. و هذا يقود إلى أن أي تغيير في الإشعاع سيؤثر على المناخ.
ب-	الانفجارات البركانية.
ت-	التغير في مكونات الغلاف الجوي.
ثانيا: غير طبيعية
ناتجة من النشاطات الإنسانية المختلفة مثل:
أ-	قطع الأعشاب و إزالة الغابات.
ب-	استعمال الإنسان للطاقة.
ت-	استعمال الإنسان للوقود الأحفوري (نفط، فحم, غاز) و هذا يؤدي إلى زيادة ثاني أكسيد الكربون في الجو و هذا يؤدي إلى زيادة درجة حرارة الجو.

## تغير نسب الغازات في الغلاف الجوي
يحتوي الجو حاليا على 380 جزء بالمليون من غاز ثاني أكسيد الكربون الذي يعتبر الغاز الأساسي المسبب لظاهرة الاحتباس الحراري مقارنة بنسبة الـ 275 جزءًا بالمليون التي كانت موجودة في الجو قبل الثورة الصناعية. ومن هنا نلاحظ ان مقدار تركيز ثاني أكسيد الكربون في الغلاف الجوي أصبح أعلى بحوالي أكثر من 30% بقليل عما كان عليه تسخيمه قبل الثورة الصناعية. نسبة امتصاصه للأشعة تحت الحمراء 55%.
1. إن مقدار تركيز الميثان ازداد إلى ضعف مقدار تركيزه قبل الثورة الصناعية. ينتج في مناجم الفحم وعند إنتاج الغاز الطبيعي وعند التخلص من القمامة، ونسبة امتصاصه للأشعة تحت الحمراء 15%.
2. الكلوروفلوركاربون يزداد بمقدار 4% سنويا عن النسب الحالية. نسبة امتصاصه للأشعة تحت الحمراء 24%.
3. أكسيد النيتروز أصبح أعلى بحوالي 18% من مقدار تركيزه قبل الثورة الصناعية (حسب آخر البيانات الصحفية لمنظمة الأرصاد العالمية). يتكون بفعل المخصبات الزراعية، ومنتجات النايلون، نسبة امتصاصه للأشعة تحت الحمراء 6%.

## أشد المواد تأثيرا
تختلف شدة تأثير الغازات المختلفة على الاحتباس الحراري باختلاف أنواعها. ومع أن أكبر تأثير يأتي من ثاني أكسيد الكربون لأنه الأغلبية الملوثة للجو، إلا أن غازات أخرى تتسرب إلى الجو من الصناعة بكميات اقل كثيرا من غاز ثاني أكسيد الكربون، ولكنها تؤثر على الاحتباس الحراري بمعدل أشد من تأثير كمية مماثلة من ثاني أكسيد الكربون.
فمثلا يؤثر غاز FCW أشد 1.300 مرة من كمية مماثلة من ثاني أكسيد الكربون ، وتأثير سادس فلوريد الكبريت يؤثر أشد 23.900 مرة من ثاني أكسيد الكربون.

## ظواهر مرتبطة بالاحتباس الحراري
- ارتفاع مستوى المياه في البحار من 0.3-0.7 قدم خلال القرن الماضي.
- ارتفعت درجة الحرارة ما بين 0.4 – 0.8 درجة مئوية خلال القرن الماضي حسب تقرير اللجنة الدولية لتغير المناخ التابعة للأمم المتحدة.
- أخذ الجليد في القطبين وفوق قمم الجبال الأسترالية في الذوبان بشكل ملحوظ.
- مواسم الشتاء ازدادت خلال الثلاثة عقود الأخيرة دفئا ً عما كانت عليه من قبل وقصرت فتراته، فالربيع يأتي مبكرا ً عن مواعيده.
- التيارات المائية داخل المحيطات غيرت مجراها مما أثر علي التوازن الحراري الذي كان موجودا ً ويستدل العلماء على ذلك بظهور أعاصير في أماكن لم تكن تظهر بها من قبل.
- يربط بعض العلماء التلوث الحاصل بتغير في عدد حيوانات البلانكتون في البحار نتيجة زيادة حموضة البحار نتيجة لامتصاصها ثاني أوكسيد الكربون ويفسرون أن التلوث الذي يحدثه الإنسان هو شبيه تأثير الفراشة أي أنها مجرد الشعلة التي تعطي الدفعة الأولى لهذه العملية والبلانكتون يقوم بالباقي.

## الظواهر المتوقعة نتيجة الاحتباس الحراري
1. ذوبان الجليد سيؤدي إلى ارتفاع مستوى سطح البحر
2. غرق الجزر المنخفضة والمدن الساحلية
3. ازدياد الفيضانات
4. حدوث موجات جفاف وتصحر مساحات كبيرة من الأرض
5. زيادة عدد وشدة العواصف والأعاصير
6. انتشار الأمراض المعدية في العالم
7. انقراض العديد من الكائنات الحية
8. حدوث كوارث زراعية وفقدان بعض المحاصيل
9. احتمالات متزايدة بوقوع أحداث متطرفة في الطقس
10. زيادة حرائق الغابات

## الطاقة الحيوية والبيئة
الأنواع الأخرى من الطاقة المتجددة تتفوق على الوقود الحيوي من حيث أثر محايدة ;الاحفوري]] في إنتاجه. بالإضافة إلى ناتج احتراق الوقود الحيوي من ثاني أوكسيد الكربون فضلا عن الغازات الغير بيئية الأخرى.
الكربون الناتج عن الوقود الحيوي لا يتمثل فقط بنواتج الاحتراق وإنما يضاف إليه ما هو صادر عن النبات خلال دورة نموه. لكن الجانب الإيجابي من الموضوع هو أن النبات يستهلك ثاني أوكسيد الكربون في عمليات التركيب الضوئي ومن هنا أتى ما يسمى بتعديل الكربون أو «محايدة الكربون».
ومن الواضح أيضا أن قطع الأشجار في الغابات التي نمت منذ مئات أو آلاف السنين، لاستخدامها كوقود حيوي، دون أن يتم استبدالها لن يساهم في الاثر المحايد للكربون. ولكن يعتقد الكثير أن السبيل إلى الحد من زيادة كمية ثاني أوكسيد الكربون في الغلاف الجوي هو استخدام الوقود الحيوي لاستبدال مصادر الطاقة غير المتجددة.
'فقراء العالم يواجهون خطر الموت غرقاً
يتركز الباحثون في مجال البيئة على العديد من الظواهر العلمية التي يمكن الاعتماد عليها لإطلاق تنبؤات مرجحة الحدوث فيما يتعلق بالكثير من المشكلات البيئية، فالفيضانات التي اجتاحت مناطق شاسعة من العالم في السنوات القليلة الماضية، تؤكد ان العالم يقف على شفير الهاوية، وأن مساحات شاسعة من كوكبنا ستكون عرضة لارتفاع منسوب البحر.
ويقول باحثون فنلنديون ان الكرة الأرضية ستفقد الكثير من الأراضي الصالحة للزراعة، وخاصة في الدول الآسيوية التي تعاني من المجاعات والأمراض والتخلف، وذلك لان منسوب البحر مع نهاية القرن الحالي سيرتفع بمعدل يتراوح بين نصف متر ومتر واحد، وقد لقيت هذه الدراسة أصداء واسعة في أوساط الجمعيات البيئية العالمية. وتكمن أهمية الدراسة في أن واضعيها عمدوا إلى تحديد الارتفاع التدريجي في منسوب مياه البحر من عقد إلى آخر، لكن الباحثين انفسهم لم يحددوا ما إذا كانت الإجراءات التي قد تتخذ على نطاق عالمي سيكون لها تأثير إيجابي في الظاهرة، أم أن الضرر الذي يعانيه الكوكب منذ عقود طويلة بعد اكتشاف النفط.وتعتبر مشكله من مشاكل المناخ ومن المهم حلها

## الاحتباس الحراري وغاز الأوزون
في المناقشات العامة يحدث أن يُربط بين الاحتباس الحراري وثقب الأوزون أي تحلل طبقة الأوزون الواقية من الأشعة الشمسية فوق البنفسجية. ولكننا في الحقيقة هنا نجد تأثيرين مختلفين.
فبعض الحسابات النظرية تبين زيادة في الاحتباس الحراري مصحوبا بزيادة في تحلل الأوزون. ولكن ما هو أكيد هو أن غازات الكلوروفلوركاربون من الغازات التي تزيد من تحلل غاز الأوزون وبالتالي زيادة اتساع ثقب الأوزون، تعمل في نفس الوقت على رفع درجة حرارة الأرض، ولكن تأثيرها في رفع درجة الحرارة قليل و يسبب المطر الحمضي.

## الدور البشري في الاحتباس الحراري
من المعروف أن ظاهرة الاحتباس الحراري ازدادت بسبب النشاط البشري. وتعزى هذه الزيادة بشكل أساسي إلى ازدياد مستويات ثاني أكسيد الكربون في الغلاف الجوي. يتم إنتاج غاز ثاني أكسيد الكربون بشكل أساسي نتيجة إحراق الوقود الأحفوري، كما ينتج في عمليات تصنيعية أخرى مثل عمليات تصنيع الاسمنت سوف ياثر هذا علي الكائنات التي لا تستطيع التحمل وإزالة الغابات المدارية. أظهرت القياسات المأخوذة من مرصد مونا لوا بأن تركيز جزيئات ثاني أكسيد الكربون ارتفع من 313 جزئ في المليون في سنة 1960 إلى 389 جزئ في المليون في سنة 2010، تزيد الكميات المرصودة حاليا عن توقعات الجيولجيون عن الحد الذي سيبدأ به الجليد القطبي بالذوبان. وبما أن غاز ثاني أكسيد الكربون هو من الغازات الدفيئة فإن ارتفاع نسبته تساهم في امتصاص وبعث الأشعة الحمراء إلى الغلاف الجوي والذي ينتج شبكة التسخين. ووفقا لآخر تقرير للجنة الدولية للتغيرات المناخية:(من المرجح أن معظم الزيادة الملحوظة في متوسط درجات الحرارة العالمية منذ منتصف القرن العشرين راجع إلى الزيادة الملحوظة في تركيزات الغازات الدفيئة بشرية المنشأ). يستمر تأثير غاز ثاني أكسيد الكربون في الغلاف الجوي مدة قرن من الزمان.

## التوازن الحراري
إن كمية الإشعاع الشمسي الذي تتلقاها الكرة الأرضية في الطبقات العليا من الغلاف الجوي والذي يمتص من قبل الغلاف الجوي يساوي تقريبا الإشعاع الأرضي المنبعث خلال فترة طويلة.
يعكس الغلاف الجوي العلوي 30% من الإشعاع الشمسي الوارد، ويتبقى 70% منه ليصل إلى الأرض. ولكي تبقى الأرض في حالة توازن حراري ينبغي أن تعكس مقدار مساوي إلى 70% النافذة إلى الأرض.ويقول العلماء أن تخفيض 3% من الإشعاعات الشمسية سيفي بالغرض.